# Parafia Matki Bożej Nieustającej Pomocy w Świnnej
Parafia Matki Bożej Nieustającej Pomocy w Świnnej – parafia rzymskokatolicka znajdująca się w Świnnej. Należy do dekanatu Żywiec diecezji bielsko-żywieckiej.
Erygowana w 1987 roku.